# Consorcio de Transporte Metropolitano del Área de Málaga
El Consorcio de Transporte Metropolitano del Área de Málaga (CTMAM) es una entidad de derecho público constituida el 18 de septiembre de 2003 para articular la cooperación económica, técnica y administrativa entre las administraciones consorciadas a fin de ejercer de forma conjunta y coordinada las competencias que les corresponden en materia de creación y gestión de infraestructuras y servicios de transporte, en el ámbito territorial de los municipios consorciados.
El Consorcio está compuesto por la Junta de Andalucía, la Diputación de Málaga y los ayuntamientos de Málaga, Mijas, Fuengirola, Benalmádena, Torremolinos, Rincón de la Victoria, Alhaurín de la Torre, Antequera, Cártama, Alhaurín el Grande, Coín, Álora, Pizarra, Álora, Almogía, Casabermeja, Colmenar, Villanueva de la Concepción, Riogordo, Valle de Abdalajís y Totalán. Otros municipios de la Axarquía han solicitado también su ingreso, como Vélez-Málaga, Almáchar, El Borge y Moclinejo. Algunas líneas operan también en municipios no incorporados como Marbella o Nerja. 
El principal objetivo del Consorcio es coordinar y mejorar los servicios de transporte público en su ámbito de actuación (área metropolitana de Málaga y el municipio de Málaga), establecer un nuevo marco tarifario zonal más sencillo en el que el público pueda beneficiarse de descuentos mediante la utilización de la "Tarjeta de Transporte", y ofrecer una información completa sobre el sistema de transporte público.
En la actualidad, su director gerente es Francisco Javier Berlanga Fernández.

## Sistema tarifario integrado
Al igual que en el resto de Consorcios de Transporte Metropolitanos de Andalucía, el área de actuación del CTMAM ha sido dividida en zonas o coronas tarifarias, cada una de ellas contiene uno o varios municipios. El precio del viaje depende del número de zonas atravesadas durante el mismo.

### Tarjeta de Transporte

Tarjeta sin contacto del CTMAM.

Es una tarjeta con chip sin contacto con funciones de monedero, que proporciona a sus usuarios un notable descuento con respecto a las tarifas del billete sencillo, además de la posibilidad de transbordar al resto de líneas de autobús interurbano, las líneas de autobús urbano de Málaga, Alhaurín de la Torre, Benalmádena, Rincón de la Victoria y Torremolinos, y las líneas del Metro de Málaga. La tarjeta es reconocida por las máquinas expendedoras de billetes de los autobuses del CTMAM, agilizando el proceso de venta. También puede ser utilizada en el Cercanías Málaga, el Metro de Málaga y en las bicicletas públicas del Ayuntamiento de Málaga. 
Esta tarjeta puede ser adquirida y recargada en los establecimientos adscritos al CTMAM, repartidos por toda el área de Málaga. La tarjeta también puede ser utilizada en los otros consorcios de transporte metropolitano de Andalucía, correspondientes a la, área de Sevilla, Campo de Gibraltar, área de Granada, Bahía de Cádiz, área de Jaén, área de Almería, el área de Córdoba y la Costa de Huelva.

### Zonificación
El Consorcio ha dividido su ámbito de actuación en cuatro zonas con forma de coronas circulares, con centro en Málaga, basando la división en el criterio del tiempo necesario para pasar de una zona a otra. Los municipios correspondientes a cada zona son:
| Zona | Localidades |  |
| ---- | --- |  |
| A    | Ámbito territorial de la EMT en el término municipal de Málaga. |  |
| B    | Benalmádena, Torremolinos, Alhaurín de la Torre, Almogía, Casabermeja, Totalán, Rincón de la Victoria, parte del municipio de Cártama y la parte del término municipal de Málaga no servida por la EMT, como El Lagar de Cotrina, Olías o La Araña. |  |
| C    | Mijas, Fuengirola, Alhaurín el Grande, Pizarra, Colmenar, Riogordo, Villanueva de la Concepción y la parte del municipio de Cártama no incluida en la zona B (comienza en la barriada de Aljaima).                                                  |  |
| D    | Álora y Coín |  |
| E    | Antequera y Valle de Abdalajís |  |

Algunas de las líneas de autobuses salen del ámbito territorial del Consorcio. En estos casos, las tarifas son fijadas por la Dirección General de Movilidad de la Consejería de Fomento, Articulación del Territorio y Vivienda de la Junta de Andalucía. El paso de una zona a otra se conoce como salto tarifario. El importe del título de transporte depende del número de saltos que implique el desplazamiento, según el cuadro de tarifas. Cuando el viaje discurre íntegramente dentro de una zona tarifaria, se considerará un viaje de 0 saltos.

### Tarifas y transbordos

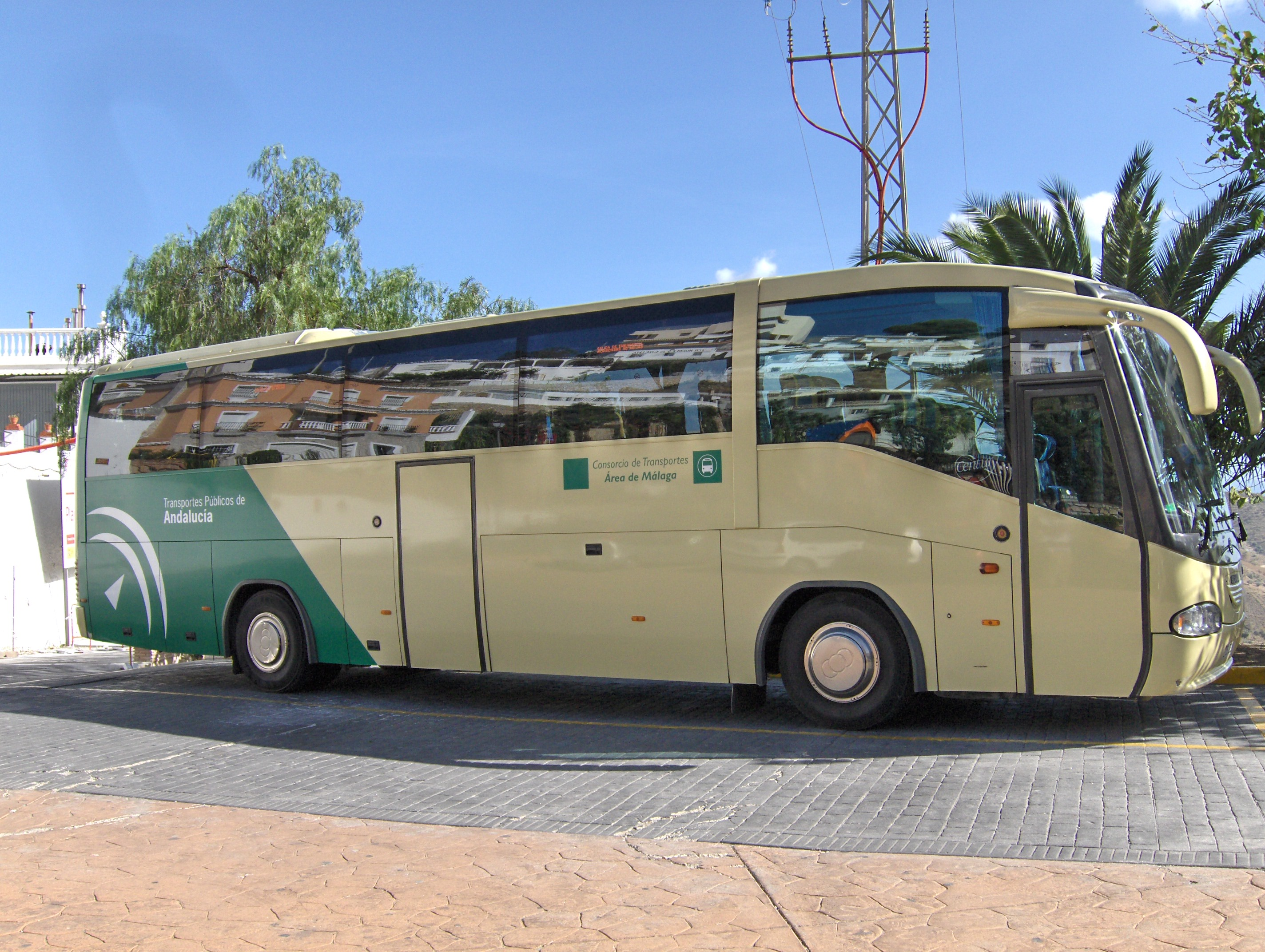
Autobús del Consorcio de Transporte estacionado en Moclinejo.

Las tarifas vigentes desde el 1 de julio de 2025 son las siguientes:
| N.º saltos                                     | Billete sencillo | Tarjeta de Transporte |
| ---------------------------------------------- | ---------------- | --------------------- |
| 0                                              | 1,60 €           | 0,62 €                |
| 1                                              | 1,75 €           | 0,71 €                |
| 2                                              | 2,50 €           | 0,95 €                |
| 3                                              | 3,75 €           | 1,55 €                |
| 4                                              | 6,25 €           | 3,07 €                |
| Línea M-168 Bus búho Rincón de la Victoria     | 3,50 €           | 1,50 €                |
| Línea A Paseo del Parque - Aeropuerto (Exprés) | 4,00 €           | 4,00 €                |

El paso de una línea a otra se conoce como "transbordo". La tarjeta de transporte del Consorcio admite transbordos entre autobuses interurbanos, entre un autobús interurbano y uno urbano, y entre metro y autobuses urbanos o interurbanos.
El coste del transbordo (con la tarjeta del Consorcio) es de 0,39 euros (tarifas vigentes 1 de julio de 2025). El coste total de un viaje en dos autobuses del Consorcio es el precio del billete de la fase más larga del viaje (la que implique un mayor número de saltos), más el importe del transbordo.

## App
Actualmente, el Consorcio de Transporte Metropolitano del Área de Málaga, posee una Aplicación móvil denominada "Consorcio Málaga", donde podremos encontrar varios apartados:
- Autobús: En este apartado encontramos las distintas líneas de autobuses con sus respectivos horarios, paradas y un mapa donde encontraremos cada parada de esas líneas. También podremos encontrar las distintas tarifas del billete.
- Metro: Aquí encontraremos, como en el caso anterior, sus distintas líneas, horarios y tarifas.
- Tren: Dispone de las líneas y sus horarios, el plano por donde circula los trenes y al igual que los dos anteriores, dispone de las distintas tarifas.
- Bicicletas: Se podrá ver las estaciones de bicicletas que hay en Málaga, con la cantidad de bicicletas que hay y los sitios libres, también se encontrará la red ciclista y las tarifas.
- Punto de Venta: En este apartado encontramos el mapa, en el cual podemos ver donde se encuentra nuestro punto de venta más cercano o a través del listado, donde podemos ver los puntos de venta en los distintos pueblos.
- Contacto: Para saber más información, podemos comunicarnos con el CTMAM a través del correo electrónico, la página Web y Redes Sociales, con el teléfono de atención al usuario o la dirección de las oficinas.

## Líneas

Mapa simplificado de los trayectos de las líneas de autobuses metropolitanos. En verde los trayectos con destino a la Costa Occidental. En rojo, los del Valle del Guadalhorce. En azul, los de los Montes de Málaga. Y en amarillo, los de la Costa Oriental.

Imagen corporativa de los Transportes Públicos de Andalucía. Todos los autobuses de los consorcios de transporte metropolitano llevan esta marca identificativa.

### Líneas de autobuses interurbanos
Pueden consultarse los detalles de dichas rutas en el siguiente enlace

### Líneas de autobús urbano
Líneas urbanas de Málaga:
Pueden consultarse los detalles de dichas rutas en el siguiente enlace
Líneas urbanas de Alhaurín de la Torre, Benalmádena, Rincón de la Victoria y Torremolinos pueden consultarse los detalles de dichas rutas en el siguiente enlace
Las líneas de bus urbano incluidas dentro del CTMAM son las pertenecientes a la EMT de Málaga capital, Alhaurín de la Torre, Benalmádena, Rincón de la Victoria y Torremolinos. El trasbordo entre líneas interurbanas o una línea urbana y una línea interurbana metropolitana goza de descuento en caso de que el pago se realice con la Tarjeta de Transporte.
Las líneas de transporte urbano de otros municipios (como en los autobús urbano de Mijas o en los autobuses urbanos de Fuengirola) no están regidos por ningún tipo de integración tarifaria y tienen sus propios títulos y bonos de viaje.

### Líneas de ferrocarril de cercanías
Con la Tarjeta de Transporte se puede abonar cualquier viaje en las líneas de ferrocarril de Cercanías de Málaga (C-1 y C-2), convirtiéndose así en el primer título de viaje multimodal del Área de Málaga (autobuses interurbanos, autobuses urbanos de Málaga capital, Alhaurín de la Torre, Benalmádena y Rincón de la Victoria, ferrocarriles de cercanías y Metro de Málaga).
| Líneas de tren de cercanías | Líneas de tren de cercanías      | Líneas de tren de cercanías | Líneas de tren de cercanías |
| Línea                       | Trayecto                         | Recorrido                   | Operadora                   |
| --------------------------- | -------------------------------- | --------------------------- | --------------------------- |
|                             | Málaga - Aeropuerto - Fuengirola | 31 km                       | Renfe                       |
|                             | Málaga-María Zambrano - Álora    | 38 km                       | Renfe                       |

### Líneas de metro
Con la Tarjeta de Transporte de esta entidad también se puede viajar en el Metro de Málaga. El billete del metro cuesta 1'35 € si se abona en metálico. Las dos líneas abrieron al público en julio de 2014, de forma parcial, desde sus respectivas cabeceras hasta El Perchel. En 2023, se produjo la ampliación al centro de la ciudad 
| Líneas de metro | Líneas de metro                        | Líneas de metro | Líneas de metro |
| Línea           | Trayecto                               | Recorrido       | Operadora       |
| --------------- | -------------------------------------- | --------------- | --------------- |
|                 | Atazazanas - Andalucía Tech            | 8,7 km          | Metro Málaga    |
|                 | Guadalmedina - Palacio de los deportes | 5,7 km          | Metro Málaga    |